# Herimba atkinsoni
Herimba atkinsoni är en fjärilsart som beskrevs av Moore 1879. Herimba atkinsoni ingår i släktet Herimba och familjen Thyrididae. Inga underarter finns listade i Catalogue of Life.